# 昂茹安
昂茹安（法語：Anjouin，法語發音：[ɑ̃ʒwɛ̃]）是法国安德尔省的一个市镇，位于该省北部，属于伊苏丹区。

## 地理
昂茹安（47°11'22"N, 1°48'4"E）面积28.91 平方千米，位于法国中央-卢瓦尔河谷大区安德尔省，该省份为法国中部省份，北起卢瓦-谢尔省，西北接安德尔-卢瓦尔省，西南接维埃纳省，南至克勒兹省和上维埃纳省，东临谢尔省。
与昂茹安接壤的市镇（或旧市镇、城区）包括：热努伊、格拉赛、巴涅、丹勒普瓦利耶、奥维尔、拉沙佩勒蒙马丹、马赖、圣卢。

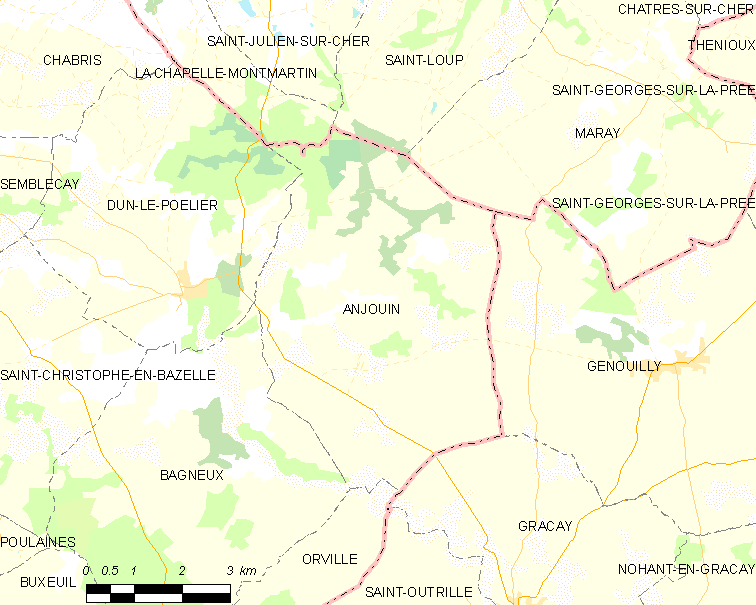
昂茹安的OSM定位图

昂茹安的时区为UTC+01:00、UTC+02:00（夏令时）。

## 行政
昂茹安的邮政编码为36210，INSEE市镇编码为36004。

## 政治
昂茹安所属的省级选区为瓦朗赛县。

## 人口

1962-2008年间昂茹安人口变化图示

昂茹安于2022年1月1日时的人口数量为315人。